# Wasserkraftanlage Lohmann

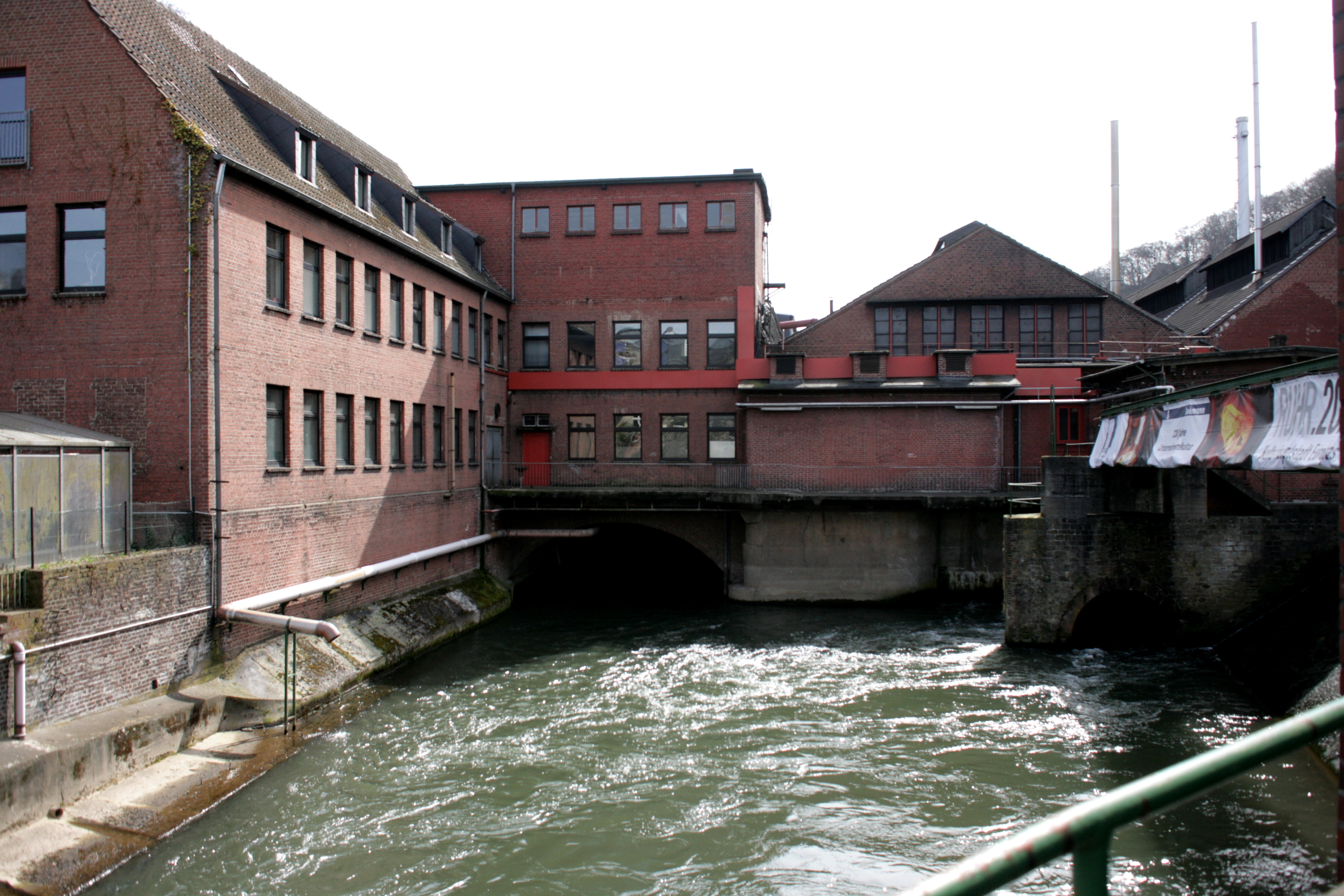
Untergraben

Die Wasserkraftanlage Lohmann ist ein Wasserkraftwerk der Friedr. Lohmann GmbH am Herbeder Mühlengraben an der Ruhr in Stadtteil Herbede von Witten. Sie entwickelte sich aus einer ehemaligen Kornmühle mit Wasserradantrieb. Sie besteht aus vier Francisturbinen mit einer vollautomatischen Steuerung. Das Gefälle beträgt etwa 3 m. Das Schluckvermögen der Turbinen beträgt 30,5 m³/s. Die Anlage hat eine Leistung von etwa 600 kW. Erzeugt werden durchschnittlich 4,6 GWh elektrischer Energie Strom jährlich, was einer mittleren Leistung von ca. 525 kW entspricht.